# Syrovín
Syrovín  (německy Sirowin) je obec v okrese Hodonín v Jihomoravském kraji, 10 km východně od Kyjova, na potoku Syrovinka. Žije zde 357 obyvatel.

## Historie
První písemná zmínka o obci pochází z roku 1371. Název obce pochází od osobního jména Surov. V letech 1371–1517 byla v majetku bzeneckého panství, které od roku 1588 po několik generací vlastnili Pruskovští z Pruskova. V roce 2002 byl oficiálně schválen znak obce, ve kterém je zlatý meč a dva vinařské nože se zlatým a červeným hroznem na červenostříbrném štítu.

## Pamětihodnosti
- Kostel Obrácení svatého Pavla z let 1713–1716 nechal na vlastní náklad postavit kněz a místní rodák Pavel Jaroš, který je pohřben ve zdejší kryptě. Pavel Jaroš kostelu věnoval i oltářní obraz sv. Pavla. získal obraz od ruského cara (patrně Petra Velikého) za několikaletou misionářskou a vychovatelskou službu v Moskvě. Obdržel také většího množství zlata, které nechal přetavit do 12 kačen. Zemřel 7. června 1720 v domě č. 37 a jeho majetek i s ukrytými zlatými kačenami zdědil rolník Rapajda. Kostel byl poničen vichřicí Olga v roce 1965 a musela být vyměněna celá střecha.[4] U kostela je kamenný kříž z roku 1798.
- Kaple Bolestné Panny Marie z 2. poloviny 18. století
- Restaurovaný hasicí vůz z roku 1899 na návsi ve skleněné vitríně
- Socha sv. Floriána z roku 1934
- Pomník padlým v první světové válce z roku 1919
- V katastru obce se nachází 7 křížů. Nejstarší z nich na hranicích s Újezdcem pochází z roku 1796.
- Kaple Panny Marie Lurdské z roku 1940 u silnice k Újezdci

Zajímavosti
- Zajímavostí je zrestaurovaný hasicí vůz z roku 1899, který se nachází ve skleněné vitríně naproti Obecního úřadu, socha sv. Floriána z roku 1934, která byla zrestaurována v roce 2002 a památník, který věnovala obec občanům Syrovína, padlým v 1. světové válce z roku 1919. Za zmínku stojí i to, že v katastru obce se nachází 7 křížů, z nichž nejstarší je kříž na syrovsko-újezdeckých hranicích z roku 1796 a nejvýpravnější na hranicích Syrovína a Hostějova - je vyzdoben plaketou Panenky Marie, uprostřed znakem Syrovína a to hroznem a obilnými klasy. U kostela se nachází kamenný kříž z roku 1798 a na jižním okraji obce kaplička Panny Marie sedmibolestné z roku 1888. U silnice směrem na Újezdec je kaplička (Boží muka) zasvěcena Panně Marii Lurdské z roku 1940.

## Galerie

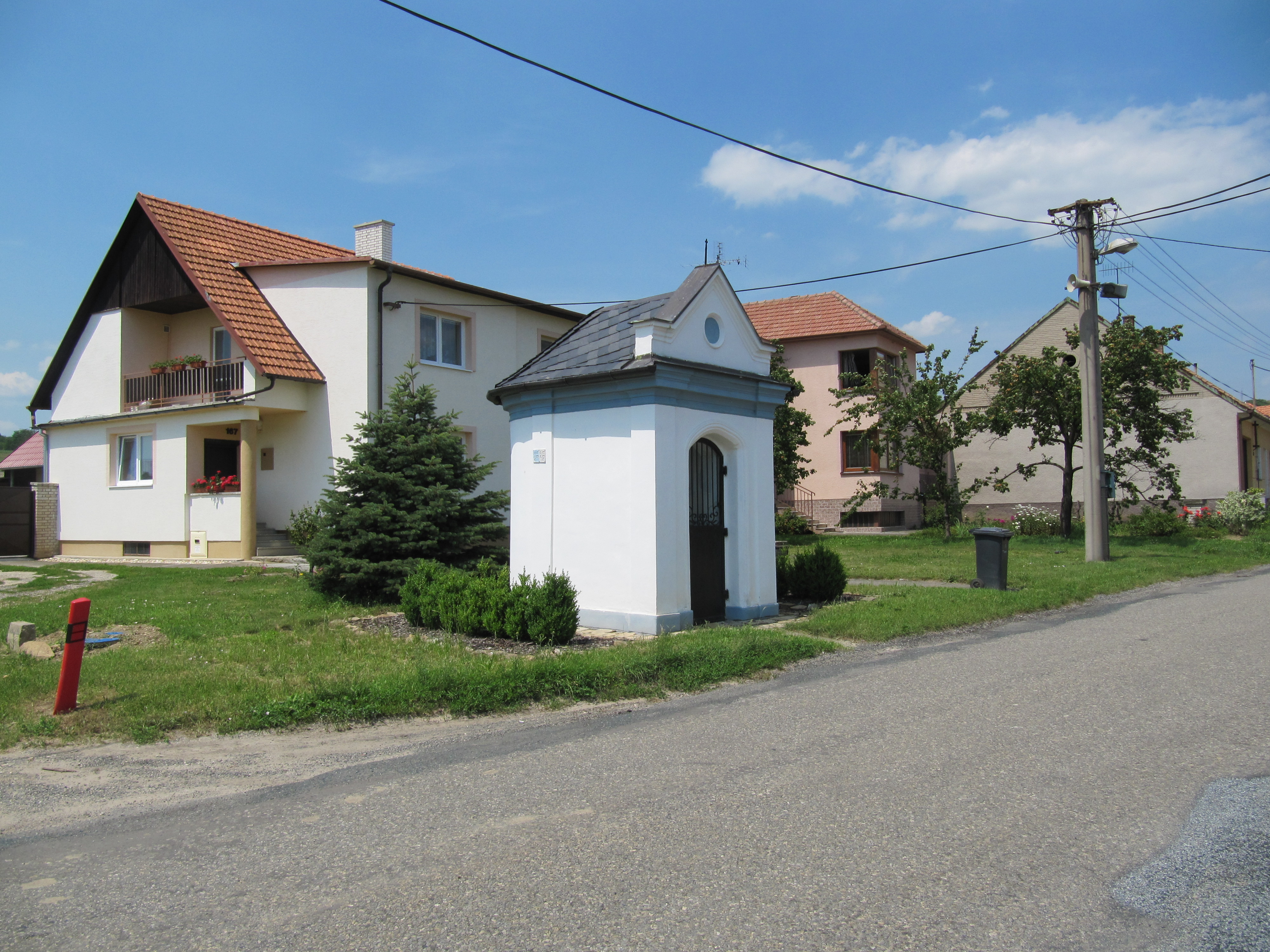
Kaplička Bolestné Panny Marie
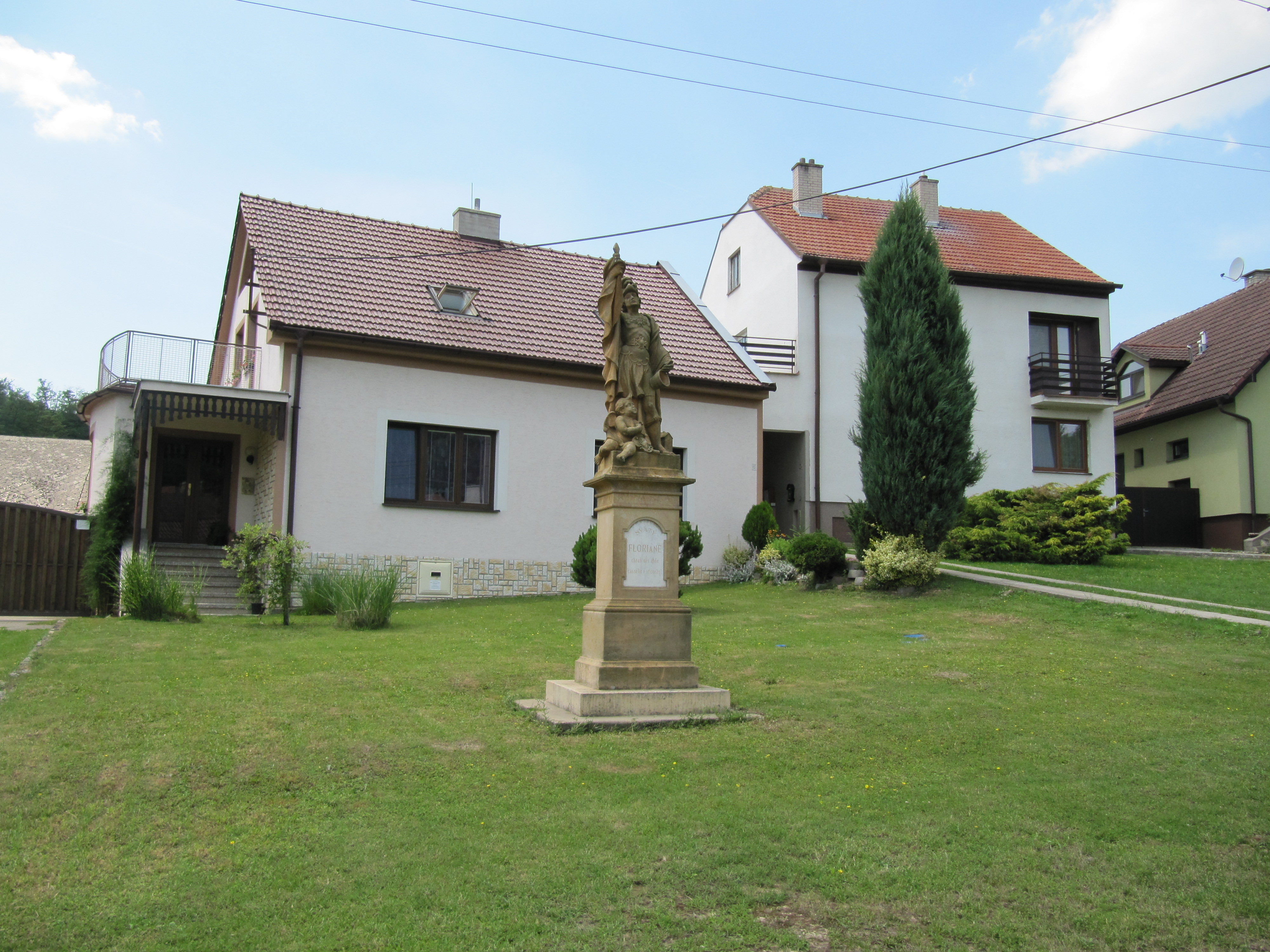
Socha sv. Floriána
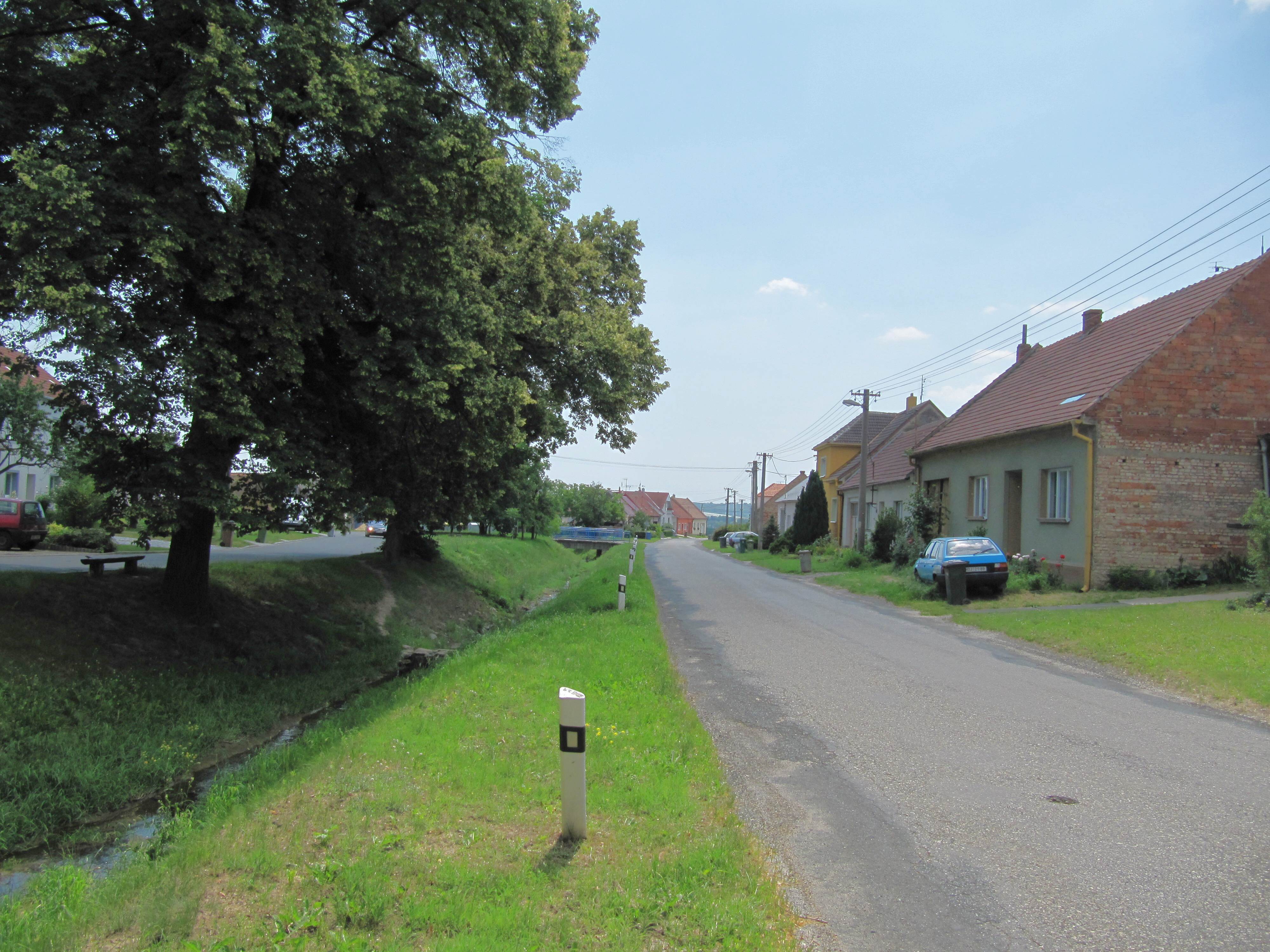
Ulice ke Bzenci a říčka Syrovinka
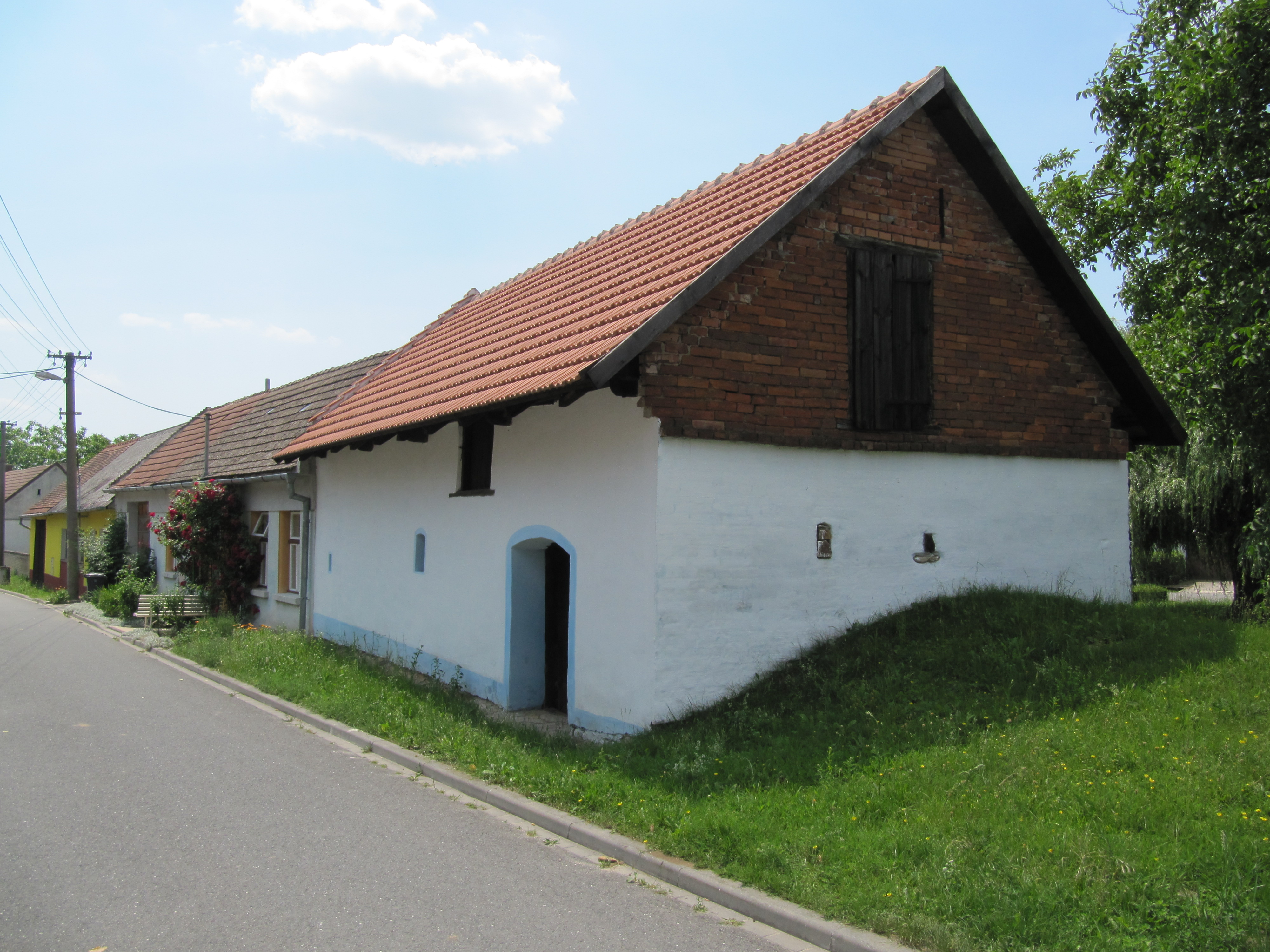
Starší zástavba
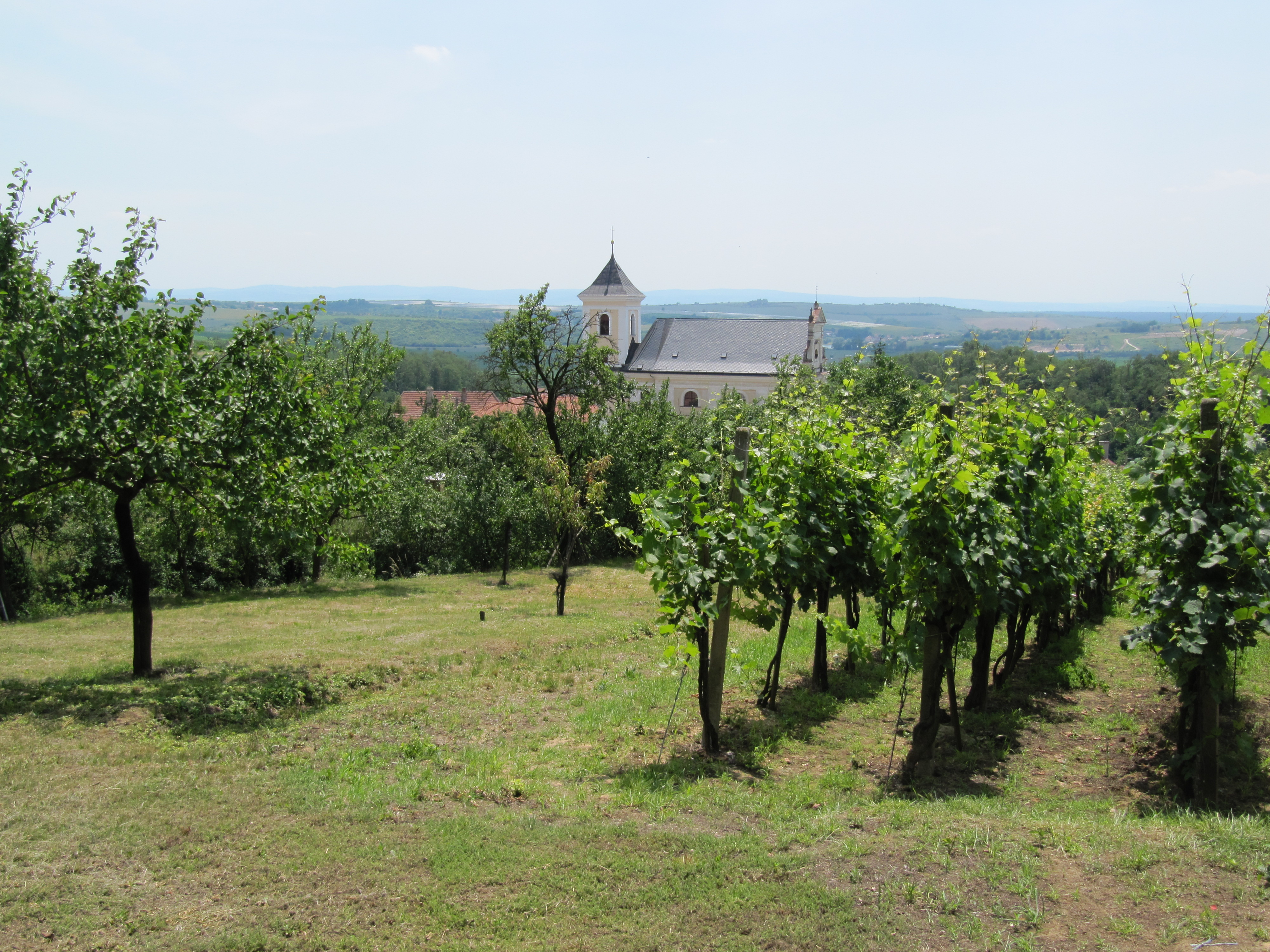
Vinohrady